# Kryptonite
Kryptonite је сингл песма америчке групе 3 Doors Down са њиховог деби албума The Better Life. Инспирисана је фиктивним градом Смолвил из стрипова о Супермену.
Песма је опстала на првом месту Modern Rock листе часописа Billboard чак 11 недеља, а на листи Billboard Hot 100 је достигла треће место.
Kryptonite је хит којим се 3 Doors Down пробио на мејнстрим сцену, пошто је, након објављивања овог сингла, албум The Better Life распродат у 6 милиона копија. Фанови ову песму сматрају најбољом песмом групе до сада.